# Коротыгино (Вологодская область)
Коротыгино — деревня в Грязовецком районе Вологодской области.
Входит в состав Юровского муниципального образования, с точки зрения административно-территориального деления — в Юровский сельсовет.
Расстояние по автодороге до районного центра Грязовца — 27 км, до центра муниципального образования Юрово — 7 км. Ближайшие населённые пункты — Андраково, Шумлево, Мошенниково.
По переписи 2002 года население — 188 человек (98 мужчин, 90 женщин). Преобладающая национальность — русские (98 %).